# 马尔科·瓦维奇
马尔科·瓦维奇（英語：Marko Vavic，1999年4月19日—），生于加利福尼亚州洛杉矶，美国男子水球运动员，2019年泛美运动会男子金牌得主、2024年夏季奥林匹克运动会男子铜牌得主。